# Xian de Linshui
Le xian de Linshui (邻水县 ; pinyin : Línshuǐ Xiàn) est un district administratif de la province du Sichuan en Chine. Il est placé sous la juridiction de la ville-préfecture de Guang'an.

## Démographie
La population du district était de 895 083 habitants en 1999.